# Главная научная редакция Таджикской национальной энциклопедии
Гла́вная нау́чная реда́кция Таджи́кской национа́льной энциклопе́дии (сокращённо ГНРТНЭ; тадж. Сарредаксияи илмии Энсиклопедияи Миллии Тоҷик (СИЭМТ)) — государственное научно-издательское учреждение Министерства культуры Республики Таджикистан.
Главный редактор — кандидат исторических наук Нурмухаммад Амиршахи (с 2012).

## История
В 1968 году было создано издательство «Главная научная редакция Таджикской советской энциклопедии» (ГНРТСЭ), которое до 1991 года занималось выпуском справочно-энциклопедической литературы и словарей. В системе Государственного комитета по делам издательств, полиграфии и книжной торговли СССР в 1974—1991 годах издательство находилось в непосредственном подчинении Госкомиздата Таджикской ССР
В 1988 году издательство располагалось по адресу: 734063, Душанбе, ул. Айни, 126. В 1980—1990 гг. имело следующие показатели издательской деятельности:
|                                       | 1985  | 1986 | 1987  | 1988   | 1989  | 1990  |
| ------------------------------------- | ----- | ---- | ----- | ------ | ----- | ----- |
| Кол-во книг и брошюр, печатных единиц | 1     | 3    | 2     | 4      | 6     | 4     |
| Тираж, тыс. экз.                      | 20    | 100  | 25    | 243    | 240   | 390   |
| Печатных листов-оттисков, млн         | 1,444 |      | 1,640 | 6,1473 | 7,245 | 5,568 |

## Редакции
В структуру «Главной научной редакции Таджикской национальной энциклопедии» входят следующие редакции:
- Карт, изображений и комплектации
- Культуры, образования, работы, военной службы, спорта и туризма
- Философии, религии и права
- Истории
- Учёные Таджикистана
- Редактирования литературного и научного контроля
- Экономики, промышленности и сельского хозяйства
- Энциклопедии детей и подростков[18]
- Географии, петрографии и геологии, геодезии и сейсмологии
- Биологии, химии, медицины и сельского хозяйства
- Астрономии, физики, математики и техники
- Литературы, языка и фольклора.

## Основные издания

#### Таджикская советская энциклопедия
- Таджикская Советская Энциклопедия (А — ГАВҲАР) = Энциклопедияи Советии Тоҷик. Ҷилди I (А — ГАВҲАР) / АН ТаджССР, Гос. ком. ТаджССР по делам изд-в, полиграфии и кн. торговли; Гл. науч. ред. М. С. Асимов. — Душанбе: Гл. науч. ред. Тадж. сов. энцикл, 1978. — Т. 1. — 672 с.
- Таджикская Советская Энциклопедия (ГАВҲАРАК — ИРЛАНД) = Энциклопедияи Советии Тоҷик. Ҷилди II (ГАВҲАРАК — ИРЛАНД) / АН ТаджССР, Гос. ком. ТаджССР по делам изд-в, полиграфии и кн. торговли; Гл. науч. ред. М. С. Асимов. — Душанбе: Гл. науч. ред. Тадж. сов. энцикл, 1980. — Т. 2. — 670 с.
- Таджикская советская энциклопедия (Ирландия — Лениннома) = Энциклопедияи Советии Тоҷик. Ҷилди III (ИРЛАНДИЯ — ЛЕНИННОМА) / АН ТаджССР, Гос. ком. ТаджССР по делам изд-в, полиграфии и кн. торговли ; Гл. ред. М. С. Асимов. — Душанбе: Гл. науч. ред. Тадж. сов. энцикл., 1981. — 639 с.
- Таджикская Советская Энциклопедия (Ленинобод — Мухит) = Энциклопедияи Советии Тоҷик. Ҷилди IV (ЛЕНИНОБОД — МУҲИТ) / АН ТаджССР, Гос. ком. ТаджССР по делам изд-в, полиграфии и кн. торговли; Отв. ред. М. С. Асимов. — Душанбе: Гл. науч. ред. Тадж. сов. энцикл., 1983. — Т. 4. — 638 с.
- Таджикская Советская Энциклопедия (Муҳит — Плеханов) = Энциклопедияи Советии Тоҷик. Ҷилди V (МУҲИТ — ПЛЕХАНОВ) / АН ТаджССР, Гос. ком. ТаджССР по делам издательств, полиграфии и кн. торговли; гл. науч. ред. М. С. Асимов. — Душанбе: Гл. науч. ред. Тадж. сов. энцикл, 1984. — Т. 5. — 640 с.
- Таджикская Советская Энциклопедия (Плешко — Сақил) = Энциклопедияи Советии Тоҷик. Ҷилди VI (ПЛЕШКО — САҚИЛ) / АН ТаджССР, Гос. ком. Тадж.ССР по делам издательств, полиграфии и кн. торговли; Гл. ред. М. С. Асимов. — Душанбе: Гл. науч. ред. Тадж. сов. энцикл., 1986. — Т. 6. — 634 с.
- Таджикская советская энциклопедия (Сакофӣ — Ховалинг) = Энциклопедияи Советии Тоҷик. Ҷилди VII (САҚОФӢ — ХОВАЛИНГ) / АН ТаджССР, Гос. ком. ТаджССР по делам изд-в полиграфии и кн. торговли ; Гл. ред. М. С. Асимов. — Душанбе: Гл. науч. ред. Тадж. сов. энцикл, 1987. — Т. 7. — 640 с.
- Таджикская Советская Энциклопедия (Ховалинг — Ҷуяк) = Энциклопедияи Советии Тоҷик. Ҷилди VIII (ХОВАЛИНГ — ҶӮЯК) / АН ТаджССР, Гос. ком. ТаджССР по делам изд-в, полиграфии и кн. торговли; Гл. науч. ред. М. С. Асимов. — Душанбе: Гл. науч. ред. Тадж. сов. энцикл, 1988. — Т. 8. — 590 с.

#### Таджикская Советская Социалистическая Республика
- Таджикская Советская Социалистическая Республика. ЭСТ [Текст] / Гл. ред. М. С. Асимов; АН ТаджССР. — Душанбе: Гл. науч. ред. Тадж. сов. энцикл., 1974. — 406 с.
- Таджикская Советская Социалистическая Республика: [Энциклопедия: 60-летию ТаджССР и КП Таджикистана посвящается] / АН ТаджССР, Гос. ком. ТаджССР по делам изд-в, полиграфии и кн. торговли; Гл. ред. М. Асимов. — 2-е изд., доп.. — Душанбе: Гл. науч. ред. Тадж. сов. Энциклопедии, 1984. — 503 с.

#### Энциклопедии по Таджикской ССР
- Великая Октябрьская социалистическая революция: Энциклопедия: [Перевод] / Отв. ред. Диноршоев М. Д., Азизкулов Д. А.. — Душанбе: Гл. ред. Тадж. сов. энцикл., 1987. — 861 с.
- Законы медицины : В 5 кн. / Абуали ибн Сина ; [Вступ. ст. С. Шахобуддинова, с. 7—28]; АН ТаджССР, Ин-т рукописей. — Душанбе: Главная научная редакция Таджикской советской энциклопедии, 1989. — 381 с. — ISBN 5-89870-004-8. Кн. 1: Общие советы и врачевание. — Душанбе: Гл. научн. ред. Тадж. сов. энцикл., 1989. — 381 с.
- Таджикская Лениниана: Энцикл. справ / Ин-т истории партии при ЦК КПСС Таджикистана - фил. ин-та марксизма-ленинизма при ЦК КПСС, Гос. ком. ТаджССР по печати; Редкол.: Ш.М. Султанов (отв. ред.) и др.. — Душанбе: Гл. науч. ред. Тадж. сов. энцикл., 1990. — 182 с. — ISBN 5-89870-014-5.
- Энциклопедия персидско-таджикской прозы / Гос. ком. по печати ТаджССР; [Предисл. И. С. Брагинского]. — Душанбе: Гл. науч. ред. Тадж. сов. энцикл., 1990. — 508 с. — ISBN 5-89870-010-2.

#### Словари по Таджикской ССР
- Медицинский словарь (русско-таджикский-латинский): В 4 т. = Фарҳанги тиббӣ / М. Я. Расулов; Тадж. гос. мед. ин-т им. Абуали ибни Сино. — Душанбе: Гл. науч. ред. Тадж. сов. энцикл, 1973. — Т. 1 (А—З). — 480 с. — (Русско-таджикско-латинские словари - по медицине). — 5000 экз.
- Медицинский словарь (русско-таджикский-латинский): В 4 т. = Фарҳанги тиббӣ / М. Я. Расулов; Тадж. гос. мед. ин-т им. Абуали ибни Сино. — Душанбе: Гл. науч. ред. Тадж. сов. энцикл, 1982. — Т. 2 (И—М). — 464 с. — (Русско-таджикско-латинские словари - по медицине). — 5000 экз.
- Медицинский словарь (русско-таджикский-латинский): В 4 т. = Фарҳанги тиббӣ / М. Я. Расулов; Тадж. гос. мед. ин-т им. Абуали ибни Сино. — Душанбе: Гл. науч. ред. Тадж. сов. энцикл, 1982. — Т. 3 (Н—П). — 416 с. — (Русско-таджикско-латинские словари - по медицине). — 5000 экз.
- Медицинский словарь (русско-таджикский-латинский) : В 4 т. = Фарҳанги тиббӣ / М. Я. Расулов; Тадж. гос. мед. ин-т им. Абуали ибни Сино. — Душанбе: Гл. науч. ред. Тадж. сов. энцикл, 1986. — Т. 4 (Р—Я) литература, замеченные ошибки. — 487 с. — (Русско-таджикско-латинские словари - по медицине). — 5000 экз.
- Медицинский словарь (русско-таджикский-латинский) : В 4 т. = Фарҳанги тиббӣ / М. Я. Расулов; Тадж. гос. мед. ин-т им. Абуали ибни Сино. — Душанбе: Гл. науч. ред. Тадж. сов. энцикл, 1988. — Т. Дополнительный (А—Я). — 459 с. — (Русско-таджикско-латинские словари - по медицине). — 5000 экз.
- Словарь русско-интернациональных заимствований = Луғати тафсирии калимахои руссӣ-интернационалӣ / В. Ш. Шарифов. — Душанбе: Главная научная редакция Таджикской советской энциклопедии, 1984. — 5000 экз.

#### Энциклопедия таджикской литературы и искусства
- Энциклопедия таджикской литературы и искусства: В. 3 т. Том 1 (Абай — Калим) = Энциклопедияи адабиёт ва санъати тоҷик. Ҷилди I (АБАЙ — КАЛИМ) / Гос. ком. ТаджССР по делам изд-в, полиграфии и кн. торговли; [Редкол.: Азизкулов Дж. А. (гл. ред.) и др.]. — Душанбе: Гл. научн. ред. Тадж. сов. энцикл., 1988. — Т. 1. — 543 с. — 15 000 экз.
- Энциклопедия таджикской литературы и искусства. Том 2 (КАЛИМ — РАБОТ) = Энциклопедияи адабиёт ва санъати тоҷик. Ҷилди II (КАЛИМ — РАБОТ) / Государственный комитет Таджикской ССР по делам издательств, полиграфии и книжной торговли; Гл. ред. Дж. Азизкулов и др. — Душанбе: Главная научная редакция Таджикской советской энциклопедии, 1989. — Т. 2. — 567 с. — 15 000 экз.
- Энциклопедия таджикской литературы и искусства. Том 3 (РАВЗАНА — ҶӮРАЕВ) = Энциклопедияи адабиёт ва санъати тоҷик. Ҷилди III (РАВЗАНА — ҶӮРАЕВ) / Гл. редактор А. Курбанов. — Душанбе: Главная научная редакция Таджикской национальной энциклопедии, 2004. — Т. 3. — 551 с. — 15 000 экз.

#### Энциклопедия сельского хозяйства Таджикистана
- Энциклопедия сельского хозяйства Таджикистана: В 2 т. Том 1 (Абалак — Мург) = Энциклопедияи хоҷагии қишлоқи Тоҷикистон. Ҷилди I (АБАЛАК — МУРҒ) / Гос. ком. по печати ТаджССР ; Гл. ред. Д. А. Азизкулов. — Душанбе: Гл. ред. Тадж. сов. энцикл., 1989. — Т. 1. — 573 с. — 10 000 экз. — ISBN 5-89870-002-1.
- Энциклопедия сельского хозяйства Таджикистана. Том 2 (МУРҒАК — ҶӮЯК) = Энциклопедияи хоҷагии қишлоқи Тоҷикистон. Ҷилди II (МУРҒАК — ҶӮЯК) / Гос. ком. по печати ТаджССР; Гл. ред. Д. А. Азизкулов. — Душанбе: Гл. ред. Тадж. сов. энцикл., 1991. — Т. 2. — 608 с. — 10 000 экз.

#### Энциклопедия по городам Таджикистана
- Худжанд: [Энциклопедия] / Хукумат Ленинабад. обл.; [Гл. ред. Абдуллаев С. А.]. — Душанбе: Главная научная редакция Таджикской национальной энциклопедии, 1999. — С. 265. — 927 с. — ISBN 5-89870-049-7.
- Душанбе: энциклопедия / Исполн. орган гос. власти г. Душанбе; [гл. науч. ред. Диноршоев М. Д.]. — Душанбе: Гл. науч. ред. Таджик. нац. энцикл., 2004. — 590 с.

#### Таджикская национальная энциклопедия
- Энсиклопедияи Миллии Тоҷик. Ҷилди I (А — АСОС), 2008
- Энсиклопедияи Миллии Тоҷик. Ҷилди II (АСОС — БОЗ), 2011[19]
- Энсиклопедияи Миллии Тоҷик. Ҷилди III (БОЗ — ВИЧКУТ), 2014
- Энсиклопедияи Миллии Тоҷик. Ҷилди IV (ВИЧЛАС — ГӮЯНДА), 2015
- Энсиклопедияи Миллии Тоҷик. Ҷилди V (Ғ — ДИРОЯ), 2017
- Энсиклопедияи Миллии Тоҷик. Ҷилди VI (ДИРҲАМ — ЗАМОН), 2018
- Энсиклопедияи Миллии Тоҷик. Ҷилди VII (ЗАМИН — ИЛЯ), 2019[к. 2][20].

#### Энциклопедии по Таджикистану
- Книга Памяти: [Текст]: участников Великой Отечественной войны из города Душанбе и Сталинабадской области (1941—1945 гг.) = Китоби хотира: [Текст]: шаҳри Душанбе ва ноҳияҳои собиқ вилояти Сталинобод / Орган исполнительной власти г. Душанбе, Гл. науч. редакция Тадж. нац. энцикл; отв. ред. Н. Шарипов, гр. авторов Каландаров И. К. и др.. — Душанбе: Главная научная редакция Таджикской национальной энциклопедии, 2005. — 1026 с. — ISBN 5-89870-072-2.

#### Детская энциклопедия
- Краткая энциклопедия для детей и подростков = Донишномаи мухтасари кӯдакон ва наврасон / Гл. науч. ред. Н. Амиршаев; отв. ред. Б. Абдурахмонов; Гл. науч. редакция Тадж. нац. энцикл. — Душанбе: Главная научная редакция Таджикской национальной энциклопедии = тадж. Сарредаксияи илмии Энсиклопедияи миллии тоҷик (СИЭМТ)), 2013. — 564 с.

## Главная редакционная коллегия

#### Главная редакционная коллегия Таджикской советской энциклопедии
Асимов М. С., Абдуназаров А. А., Адхамов А. А., Азизкулов Д. А., Ашуров Г. А., Бабаджанов П. Б., Баратов Р. Б., Гадоев Х. Г., Гафарова М. К., Гафуров Б. Г., Гулямов М. Г., Дадабаев Р. Д., Диноршоев М. Д., Джуманкулов Х. Д., Джураев А. Дж., Джураев К. Ш., Искандаров Б. И., Исхаки Ю. Б, Каландаров И. К., Каноатов М. К., Каримов И. Х, Каримов Х. Х., Капустин И. Д., Курбанов А. К., Латифов Д. Л., Максумов А. Н., Маниязов А. М., Мансуров Х. Х., Махкамова К. М, Мирзошоев С. Ш., Мухторов А. М., Назаров М. Н., Назаров Т. Н., Нарзикулов М. Н., Насыров Ю. С., Негматов Н. Н., Нуманов И. У., Нурджанов Н. Х., Раджабов З. Ш., Раджабов С. А., Рахимов Р. К., Рахматов И. Р., Саидмурадов Х. М., Сайфидинов Ш., Соложенкин П. М., Станюкович К. В., Султанов Ш. М., Табаров С. Ш., Турсун-заде М. Т., Турсунов А. Т., Хакимова С. Х., Ходжиев А. Д., Хушвахтов Х. Д., Шукуров М. Ш., Юсуфбеков Р. Ю., Юсуфбеков Х. Ю..

## Главы
Первым главным научным редактором, в то время «Главной научной редакции Таджикской советской энциклопедии», был президент АН Таджикской ССР (1965—1988), член-корреспондент АН СССР (1974) М. С. Асимов (1968—1988), впоследствии главными редакторами ГНРТСЭ, затем ГНРТНЭ в разные периоды были А. Сайфуллоев (1975—1985), М. Д. Диноршоев (1986—1988), Дж. Азизкулов (1988—1996), А. К. Курбанов (1996—2012), Н. К. Амиршаев (с 2012).